# Ридино
Ридино (болг. Ридино) — село в Болгарии. Находится в Кырджалийской области, входит в общину Джебел. Население составляет 301 человек. Расположено на реке Ярдере.

## Политическая ситуация
В местном кметстве Ридино, в состав которого входит Ридино, должность кмета (старосты) исполняет Илхан Тасим Емин (Движение за права и свободы (ДПС)) по результатам выборов правления кметства.
Кмет (мэр) общины Джебел — Бахри Реджеб Юмер (Движение за права и свободы (ДПС)) по результатам выборов в правление общины.